# Helmut Wick
Helmut Paul Emil Wick (Mannheim, 5 agosto 1915 – La Manica, 28 novembre 1940) è stato un aviatore tedesco che prestò servizio nella Luftwaffe durante la seconda guerra mondiale.
Con un totale di 56 vittorie aeree (delle quali 24 contro Supermarine Spitfire) ottenute in 168 missioni, fu il miglior asso tedesco durante la battaglia d'Inghilterra (registrando 42 successi), dove peraltro trovò la morte.

## Biografia

### Periodo pre-guerra
Una volta completata la scuola Helmut Wick si adoperò per fare la guardia forestale, ma nel 1935 entrò a far parte della Luftwaffe, la nuova aeronautica militare voluta da Hitler. Una volta completato l'addestramento, dopo il luglio 1937, venne assegnato alla 2ª squadriglia del 134º stormo da caccia (2/JG 134) dotata di biplani Ar 68. Il grado di Leutnant (sottotenente) gli venne concesso il 1º settembre 1938 e nel gennaio dell'anno successivo gli fu ordinato di trasferirsi alla 1/JG 53, sotto il comando di Werner Mölders, per volare con i monoplani Bf 109.
Appena prima dello scoppio della seconda guerra mondiale, fu assegnato alla 3/JG 2.

### L'attività durante la seconda guerra mondiale

#### Inizio delle ostilità e campagna di Francia
Durante la campagna di Polonia Helmut Wick prestò servizio nella difesa aerea di Berlino.
Il suo primo successo, che fu anche il primo della squadriglia, lo registrò il 22 novembre 1939 nei cieli di Strasburgo, durante la cosiddetta "finta guerra", abbattendo il Curtiss P-36 Hawk pilotato forse dall'asso francese Camille Plubeau che rimase ferito durante l'atterraggio di emergenza.
Il 10 maggio 1940, con l'inizio della campagna di Francia, la 3/JG 2 fu dislocata nel fronte occidentale ma Wick inizialmente non prese parte ai voli di guerra a causa di un guasto al motore del suo Bf 109; arrivò in prima linea infatti solo il 21 maggio. Durante la campagna ottenne 12 vittorie confermate (il 5 giugno abbatté 4 caccia e tre giorni dopo era già a quota 11) e 2 non confermate (all'abbattimento dei due Fairey Swordfish della Royal Navy infatti non erano presenti testimoni).

#### Battaglia d'Inghilterra

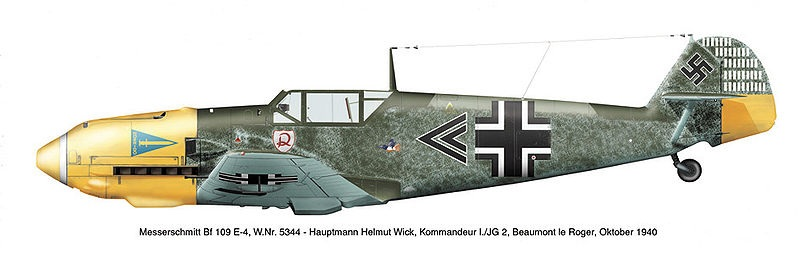
Il Bf 109 E-4 pilotato da Wick nell'ottobre 1940

La gloria di Wick aumentò con la battaglia d'Inghilterra. Ufficialmente capo della 3ª squadriglia dal 1º agosto 1940, anche se nei fatti esercitò tale ruolo dal 23 giugno, riportò la 19ª e 20ª vittoria il 25 e il 26 agosto per arrivare a quota 22 pochi giorni dopo. Tali azioni di bravura gli valsero la promozione a tenente e la Croce di Cavaliere, conferitagli il 27 agosto. Il 4 settembre avanzò a capitano e prese il comando della 6/JG 2.
Con questa nuova unità aumentò di 6 vittorie il proprio record, ora a quota 28. Nominato capo del I gruppo del 2º stormo da caccia (I/JG 2) il 9 settembre, il 5 ottobre abbatté 5 caccia britannici sopra l'Isola di Wight conseguendo così la 41ª vittoria e la Croce di Cavaliere con Fronde di Quercia, avvalorate da una promozione al grado di maggiore, il più giovane (aveva 25 anni) a ricoprire tale posizione in tutta la Wehrmacht fino a quel momento. Tutto ciò lo portò a sostituire il caposquadriglia Wolfgang Schellmann, passato al JG 27, il 20 ottobre 1940. Galvanizzato, Wick abbatté altri 5 caccia il 6 novembre.
Il 28 novembre 1940 arrivarono le ultime vittorie di Helmut Wick. Nel primo pomeriggio abbatté un aereo e più tardi raggiunse quota 56 ai danni di uno Spitfire sopra La Manica. A sua volta però l'aereo di Wick venne danneggiato dal tenente nonché asso inglese John Dundas del 609º squadrone RAF. Wick fu visto paracadutarsi fuori dall'aereo e il capitano Rudolf Pflanz sorvolò l'area dell'incidente trasmettendo via radio l'informazione che uno Spitfire era stato abbattuto, nella speranza che venisse intercettato dagli inglesi che avrebbero quindi inviato soccorsi. Pflanz volò fino a quasi finire il carburante (che terminò effettivamente durante il ritorno, di notte, obbligando il pilota a compiere un atterraggio d'emergenza), ma Wick non venne mai trovato.

## Vittorie aeree
| Numero | Data       | Ora   | Unità       | Aereo abbattuto | Luogo                           | Note |
| 1      | 22/11/1939 | 12:20 | 3/JG 2      | P-36 Hawk       | Attorno a Strasburgo            | Forse l'aereo apparteneva all'asso francese Camille Plubeau che rimase ferito durante l'atterraggio di emergenza           |
| 2      | 20/05/1940 | 14:00 | 3/JG 2      | LeO 451         | Cambrai-San Quintino            | |
| 3      | 20/05/1940 | 14:05 | 3/JG 2      | LeO 451         | Cambrai-San Quintino            | |
| 4      | 05/06/1940 | 17:17 | 3/JG 2      | MB 151          | Ham-Péronne                     | |
| 5      | 05/06/1940 | 17:20 | 3/JG 2      | MB 151          | Ham-Péronne                     | |
| 6      | 05/06/1940 | 17:25 | 3/JG 2      | MB 151          | Ham-Péronne                     | |
| 7      | 05/06/1940 | 17:30 | 3/JG 2      | MS.406          | Ham-Péronne                     | |
| 8      | 06/06/1940 | 12:17 | 3/JG 2      | MB 151          | Ham-Péronne                     | |
| 9      | 06/06/1940 | 12:26 | 3/JG 2      | MB 151          | Ham-Péronne                     | |
| 10     | 08/06/1940 | 21:00 | 3/JG 2      | MB 151          | Sud-ovest di Soissons           | |
| 11     | 08/06/1940 | 21:10 | 3/JG 2      | MS.406          | Sud-ovest di Soissons           | |
| 12     | 09/06/1940 | 21:35 | 3/JG 2      | Blenheim        | Nord-est di Soissons            | Il Blenheim apparteneva al 107º squadrone RAF                                                                              |
| 13     | 13/06/1940 | 21:10 | 3/JG 2      | Battle          | Montdidier-Provins              | |
| 14     | 17/07/1940 | 15:07 | 3/JG 2      | Spitfire        | Hailsham                        | Lo Spitfire apparteneva al 64º squadrone RAF ed era pilotato dal tenente D. Taylor, che eseguì un atterraggio di emergenza |
| 15     | 11/08/1940 | 11:30 | 3/JG 2      | P-36 Hawk       | Est di Weymouth                 | |
| 16     | 11/08/1940 | 11:34 | 3/JG 2      | Spitfire        |                                 | |
| 17     | 11/08/1940 | 11:45 | 3/JG 2      | Hurricane       | 40 km a sud di Isle of Portland | |
| 18     | 16/08/1940 | 14:35 | 3/JG 2      | Hurricane       | Est di Portsmouth               | |
| 19     | 25/08/1940 | 18:25 | 3/JG 2      | Hurricane       | Isle of Portland                | |
| 20     | 25/08/1940 | 18:30 | 3/JG 2      | Spitfire        | Isle of Portland                | |
| 21     | 26/08/1940 | 17:30 | 3/JG 2      | Hurricane       | Portsmouth                      | |
| 22     | 26/08/1940 | 17:35 | 3/JG 2      | Hurricane       | Portsmouth                      | |
| 23     | 05/09/1940 | 16:10 | 6/JG 2      | Spitfire        |                                 | |
| 24     | 06/09/1940 | 9:50  | 6/JG 2      | Spitfire        |                                 | |
| 25     | 07/09/1940 | 18:25 | 6/JG 2      | Spitfire        |                                 | |
| 26     | 08/09/1940 | 13:20 | 6/JG 2      | Hurricane       |                                 | |
| 27     | 08/09/1940 | 13:30 | 6/JG 2      | Hurricane       |                                 | |
| 28     | 08/09/1940 | 13:40 | 6/JG 2      | Hurricane       |                                 | |
| 29     | 25/09/1940 | 14:30 | Stab I/JG 2 | Spitfire        |                                 | |
| 30     | 26/09/1940 | 17:40 | Stab I/JG 2 | Spitfire        |                                 | |
| 31     | 27/09/1940 | 13:00 | Stab I/JG 2 | Spitfire        |                                 | |
| 32     | 28/09/1940 | 14:40 | Stab I/JG 2 | Hurricane       |                                 | |
| 33     | 30/09/1940 | 12:30 | Stab I/JG 2 | Spitfire        |                                 | |
| 34     | 30/09/1940 | 12:35 | Stab I/JG 2 | Spitfire        |                                 | |
| 35     | 01/10/1940 | 11:40 | Stab I/JG 2 | Spitfire        |                                 | |
| 36     | 01/10/1940 | 11:45 | Stab I/JG 2 | Spitfire        | Sud di Swanage                  | |
| 37     | 05/10/1940 | 14:58 | Stab I/JG 2 | Hurricane       | Sud di Bournemouth              | L'Hurricane apparteneva al 607º squadrone RAF                                                                              |
| 38     | 05/10/1940 | 15:00 | Stab I/JG 2 | Hurricane       | Bournemouth                     | L'Hurricane apparteneva al 607º squadrone RAF                                                                              |
| 39     | 05/10/1940 | 15:03 | Stab I/JG 2 | Hurricane       | Bournemouth                     | L'Hurricane apparteneva al 607º squadrone RAF                                                                              |
| 40     | 05/10/1940 | 18:35 | Stab I/JG 2 | Spitfire        | Est dell'Isola di Wight         | |
| 41     | 05/10/1940 | 18:40 | Stab I/JG 2 | Spitfire        | Est dell'Isola di Wight         | |
| 42     | 15/10/1940 | 13:45 | Stab I/JG 2 | Spitfire        | Portsmouth                      | |
| 43     | 29/10/1940 | 15:29 | Stab JG 2   | Hurricane       | Portsmouth                      | |
| 44     | 29/10/1940 | 15:33 | Stab JG 2   | Spitfire        | Portsmouth                      | |
| 45     | 05/11/1940 | 14:35 | Stab JG 2   | Hurricane       | Nord-est di Isle of Portland    | |
| 46     | 05/11/1940 | 14:37 | Stab JG 2   | Hurricane       | Nord-est di Isle of Portland    | |
| 47     | 05/11/1940 | 14:40 | Stab JG 2   | Spitfire        | Nord-est di Isle of Portland    | |
| 48     | 06/11/1940 | 15:35 | Stab JG 2   | Hurricane       | Southampton                     | L'Hurricane apparteneva al 151º squadrone RAF ed era pilotato dal sergente H.H. Adair, che perse la vita                   |
| 49     | 06/11/1940 | 15:37 | Stab JG 2   | Hurricane       | Southampton                     | |
| 50     | 06/11/1940 | 15:45 | Stab JG 2   | Spitfire        | Est dell'Isola di Wight         | |
| 51     | 06/11/1940 | 15:46 | Stab JG 2   | Spitfire        | Est dell'Isola di Wight         | |
| 52     | 06/11/1940 | 15:48 | Stab JG 2   | Spitfire        | Est dell'Isola di Wight         | |
| 53     | 07/11/1940 | 15:25 | Stab JG 2   | Hurricane       | Sud di Portsmouth               | |
| 54     | 10/11/1940 | 15:43 | Stab JG 2   | Spitfire        | Est di Portsmouth               | |
| 55     | 28/11/1940 | 15:10 | Stab JG 2   | Spitfire        | Nord-est dell'Isola di Wight    | |
| 56     | 28/11/1940 | 17:13 | Stab JG 2   | Spitfire        | Bournemouth                     | Lo Spitfire apparteneva al 609º squadrone RAF ed era pilotato dal sottotenente P.A. Baillon, che perse la vita             |

N.B. Dati tratti da: